# El Real de San Vicente
El Real de San Vicente ist ein Ort und eine Gemeinde (Municipio) im Nordosten der Provinz Toledo in Spanien mit 981 Einwohnern (Stand: 2024). 

## Lage
El Real de San Vicente liegt etwa 85 Kilometer westnordwestlich von Toledo in einer Höhe von ca. 750 m. In El Real de San Vicente herrscht ein kontinentales Klima mit extremen Temperaturen und starken Amplituden. Die Niederschläge sind sehr unregelmäßig und selten, meist im Herbst und Frühling konzentriert.

## Bevölkerungsentwicklung
| Jahr      | 1970 | 1981 | 1991 | 2001 | 2011 | 2021 |
| Einwohner | 1320 | 990  | 999  | 991  | 1088 | 956  |

## Sehenswertes
- Katharinenkirche (Iglesia de Santa Catalina)
- Nicasiuskapelle

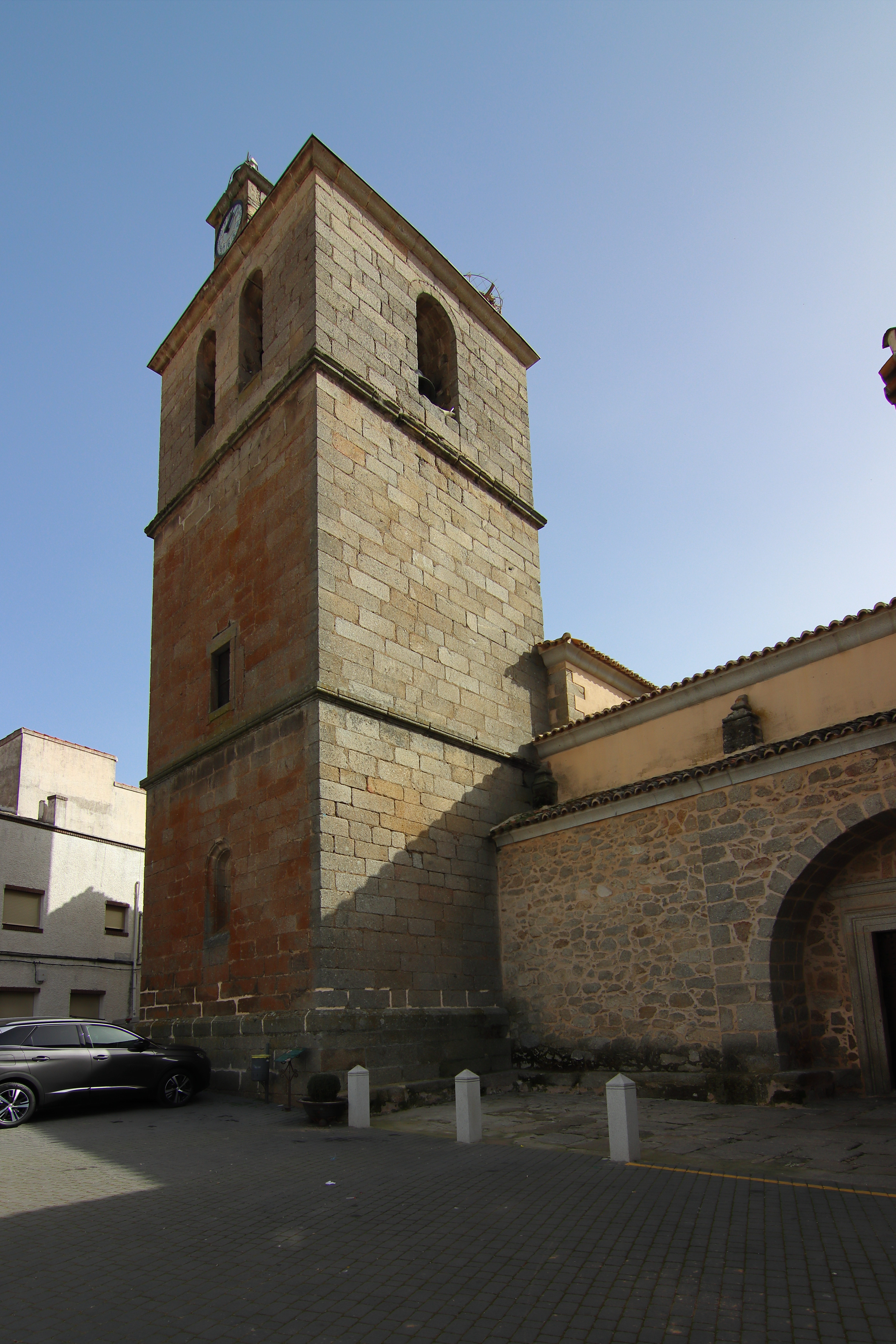
Katharinenkirche
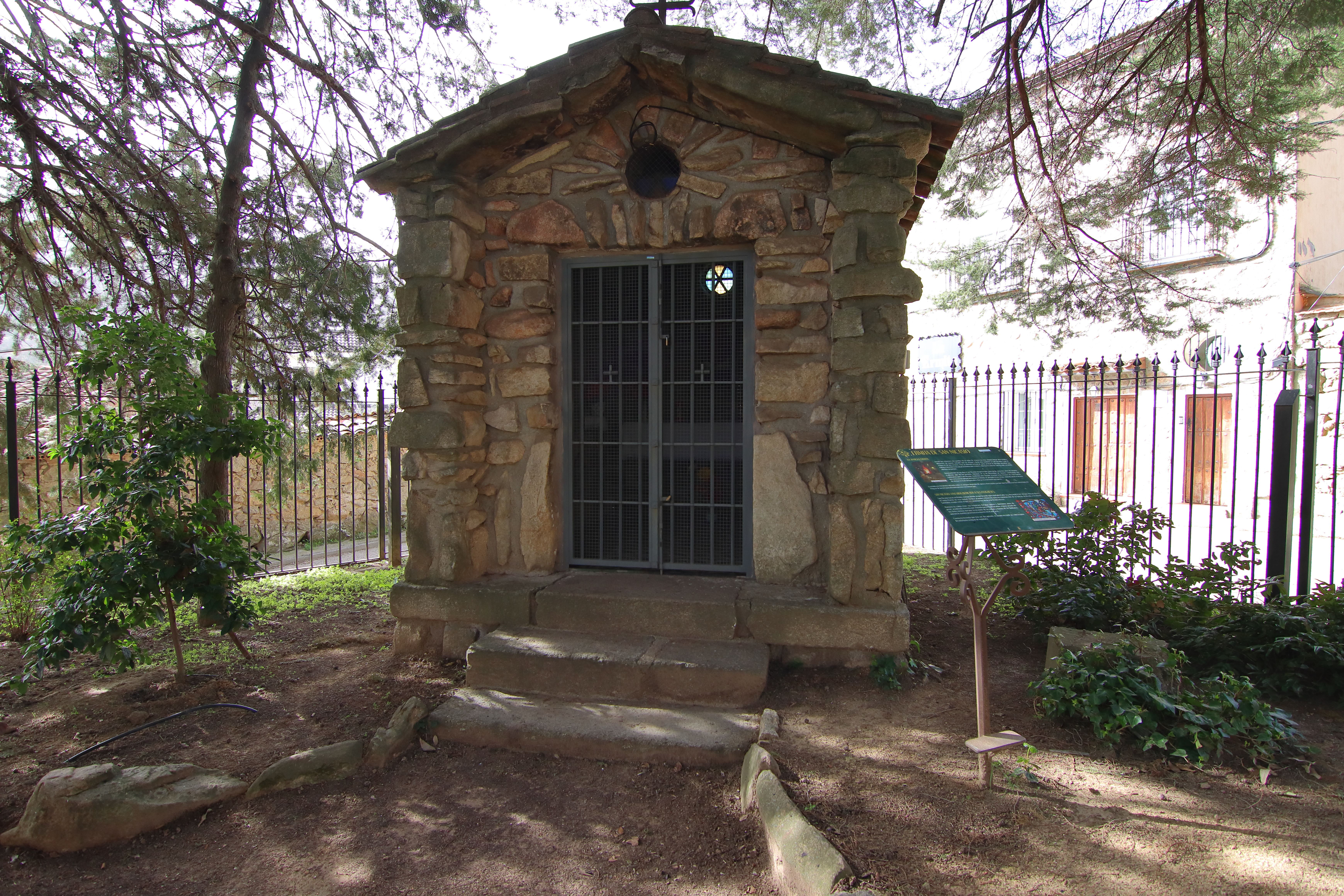
Nikasiuskapelle
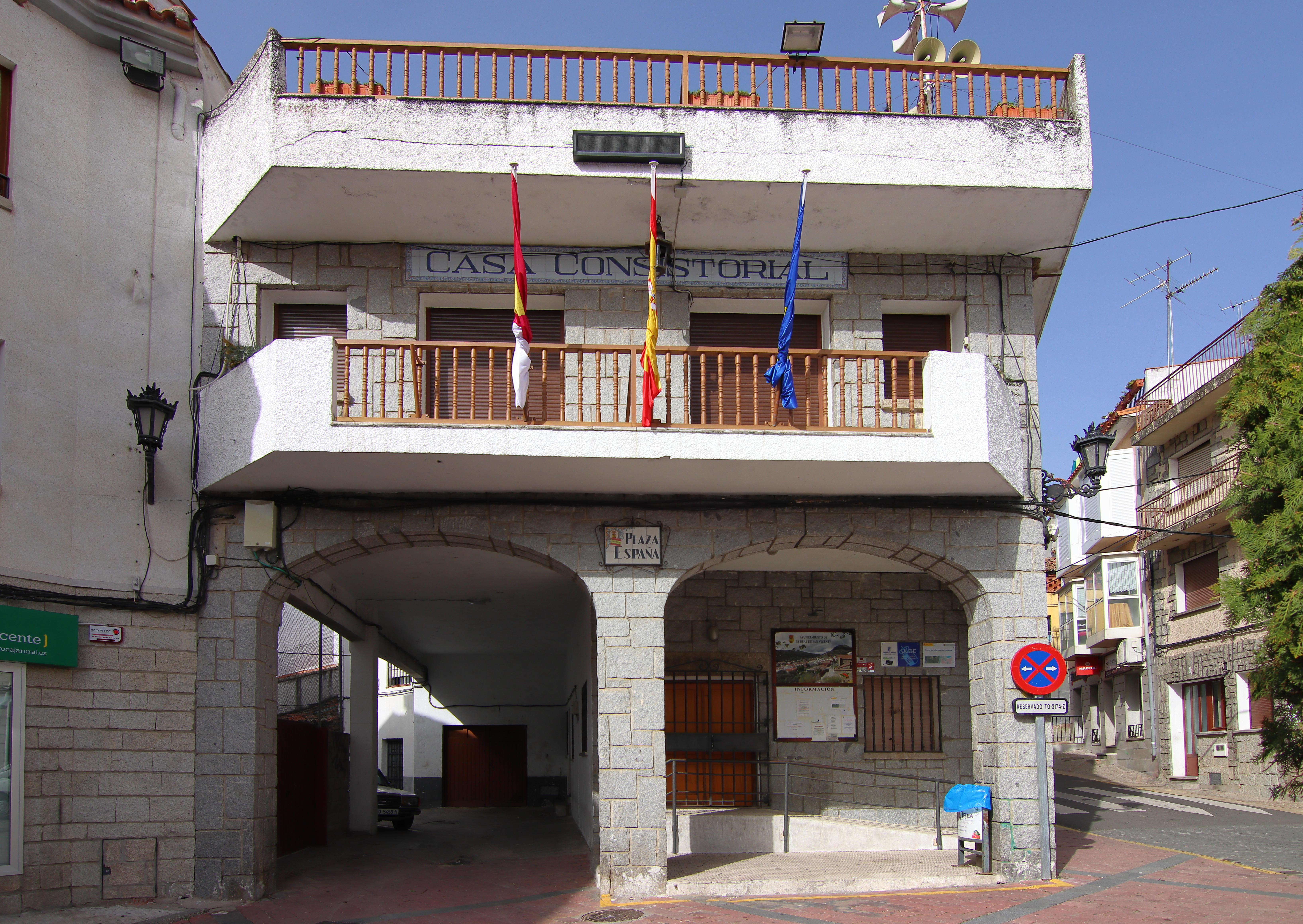
Rathaus